# Макопсе (река)
Макопсе — река в Лазаревском районе города Сочи. Длина реки — 12 км, площадь водосборного бассейна — 37,7 км².

## Гидроним
Гидроним происходит от слияния слов адыг. мэкъу, что означает сено, и адыг. псы — река, то есть «сенная река». По одной из версий, во время половодья, по реке плывёт много сухой травы с прибрежных лугов.

## География и гидрология
Река Макопсе образуется на западном склоне Большого Кавказского хребта при слиянии трёх рек: Джималт, Кумыштепе и Гумыштепе. В устье реки расположен одноимённый посёлок Макопсе, в верховьях селение Наджиго. Типичная горная река, впадает в Чёрное море. Питание снеговое, дождевое, подземное. На реке и её притоках расположен каскад из 15 водопадов «Серенада любви», от 5 до 38 метров высотой. Флора по берегам реки соответствует высотной поясности причерноморского региона: в верховьях преобладают хвойные леса, далее на смену им приходят широколиственные, в устье наличествуют субтропические элементы.

## Историческое значение
После того как разгорелся Сочинский конфликт, в январе 1919 года, на Парижской конференции, представители Грузии представили историческую карту границ государства времен правления царя Давида-Строителя и царицы Тамары, на которой территория Сочинского и Туапсинского округов входила в состав Грузии. На основании представленных исторических свидетельств, границей Грузии, которую поддерживала Великобритания, предполагалось считать именно реку Макопсе, протекающую в 14 км к юго-востоку от Туапсе.

## Наводнения
- Из-за сильного паводка в октябре 2018 года обрушился автомобильный мост через реку Макопсе, по которому проходит трасса А-147[6][7].